# Петров, Вадим Иванович
Вади́м Ива́нович Петро́в (17 мая 1931, Мотково, Западно-Сибирский край — 31 января 2009, Москва) — советский военный лётчик, Герой Советского Союза (1975), заслуженный лётчик-испытатель СССР (1970), генерал-майор авиации (1980).

## Биография
Родился 17 мая 1931 года в селе Мотково, с 1940 года жил в селе Белоярка, с 1943 года — в селе Дубровино (все — на территории современного Мошковского района Новосибирской области). С 1947 года жил в городе Камень-на-Оби Алтайского края, где в 1949 году окончил 10 классов школы.
В армии с июля 1949 года. В 1952 году окончил Сталинградское военное авиационное училище лётчиков (город Новосибирск). Служил в строевых частях ВВС в Прикарпатском военном округе.
В 1961—1981 годах — на лётно-испытательной работе в Государственном Краснознамённом научно-испытательном институте ВВС (ГК НИИ ВВС). Провёл испытания сверхзвуковых истребителей Су-15, МиГ-25П, Су-15Т. В 1971 году окончил Ахтубинский филиал Московского авиационного института.
В 1975—1978 годах был заместителем начальника лётной службы ГК НИИ ВВС, в 1978—1981 годах — заместитель начальника ГК НИИ ВВС по лётной работе. В 1981—1993 годах работал начальником Управления лётной службы Министерства авиационной промышленности СССР (затем — Департамента авиации РФ), руководил работой всего лётно-испытательного состава отечественной авиапромышленности.
С июля 1993 года генерал-майор авиации В. И. Петров — в отставке. Жил в Москве.
Вадим Иванович Петров в последние годы тяжело болел, он умер 31 января 2009 года. Похоронен на Троекуровском кладбище в Москве.

## Награды и звания
- Герой Советского Союза — за мужество и героизм, проявленные при испытании новой авиационной техники (указ Президиума Верховного Совета СССР от 3 апреля 1975 года, медаль «Золотая Звезда» № 11410)
- Орден Ленина (1975)
- Орден Красной Звезды
- Орден За службу Родине в Вооружённых Силах СССР 3 степени
- Заслуженный лётчик-испытатель СССР (1970)

## Память
- Надгробный памятник Петрову на Троекуровском кладбище (автор — скульптор, народный художник РФ Тугаринов Дмитрий Никитович)